# Croix du bourg de Saint-Servant
La croix du bourg de Saint-Servant, est située au bourg de la commune de Saint-Servant dans le Morbihan.

## Historique
La croix du bourg de Saint-Servant fait l’objet d’une inscription au titre des monuments historiques depuis le 30 mai 1927.

## Architecture

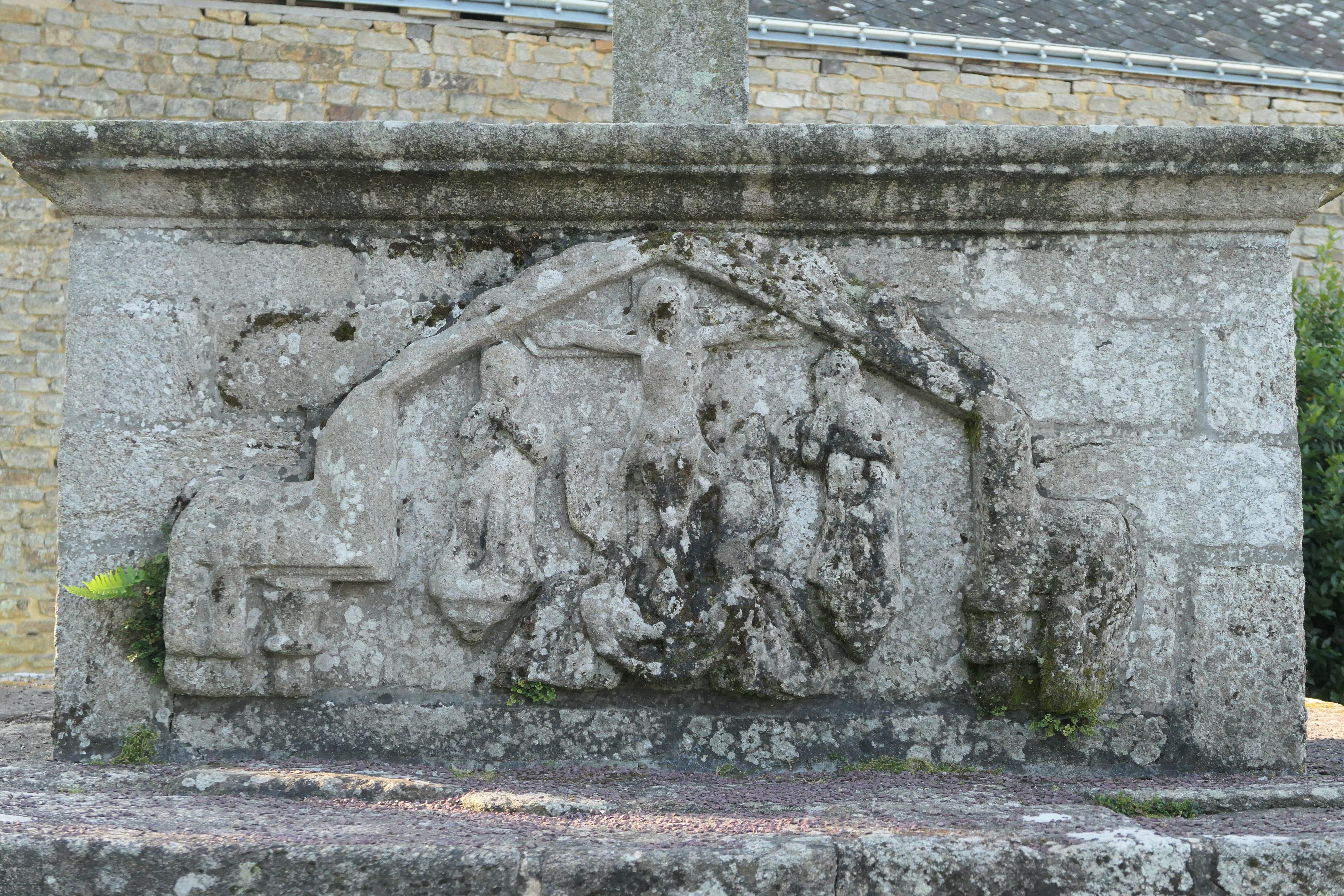
Bas-relief de la Crucifixion.

La croix du bourg de Saint-Servant a été édifiée en granit. 
Le bas-relief qui décrit la Crucifixion a été sculpté sur une pierre unique.